# Agnioides striatopunctatus
Agnioides striatopunctatus là một loài bọ cánh cứng trong họ Cerambycidae.